# Grand Prix de Wallonie 1994
Il Grand Prix de Wallonie 1994, trentacinquesima edizione della corsa, si svolse il 12 maggio 1994 su un percorso di 194 km, con partenza da Sombreffe e arrivo a Namur. Fu vinto dal belga Peter Farazijn della Lotto davanti al tedesco Udo Bölts e al belga Jan Nevens.

## Ordine d'arrivo (Top 10)
| Pos. | Corridore           | Squadra                               | Tempo    |
| ---- | ------------------- | ------------------------------------- | -------- |
| 1    | Peter Farazijn      | Lotto                                 | 4h44'00" |
| 2    | Udo Bölts           | Telekom                               | s.t.     |
| 3    | Jan Nevens          | Vlaanderen 2002-Eddy Merckx           | s.t.     |
| 4    | Sean Kelly          | Catavana-A.S. Corbeil-Essonnes-Cedico | a 27"    |
| 5    | Christian Henn      | Telekom                               | s.t.     |
| 6    | Marc Janssens       |                                       | a 34"    |
| 7    | Brian Holm          | Telekom                               | a 45"    |
| 8    | Frank Vandenbroucke | Lotto                                 | s.t.     |
| 9    | Jim Van De Laer     | Lotto                                 | s.t.     |
| 10   | Stéphane Hennebert  | Lotto                                 | s.t.     |